# Planta ombrófila
Planta ombrófila, por vezes ombrófito, ciófilo ou ciófito, é designação dada em ecologia e fitossociologia às espécies de plantas que preferem habitats caracterizados por forte ensombramento e elevada humidade, ou seja, exigem protecção da radiação solar directa pela presença de sombra forte, por vezes densa, e humidade relativa do ar elevada. As espécies ombrófilas desenvolvem-se nos estratos inferiores de florestas densas ou à sombra de rochedos, nas encostas montanhosas voltadas a norte.